# Terrell Fletcher
 (septembre 2011).
Si vous disposez d'ouvrages ou d'articles de référence ou si vous connaissez des sites web de qualité traitant du thème abordé ici, merci de compléter l'article en donnant les références utiles à sa vérifiabilité et en les liant à la section « Notes et références ».
(en) Statistiques sur pro-football-reference
Terrell Antoine Fletcher, né le 14 septembre 1973 à Saint-Louis, dans le Missouri (États-Unis), est un joueur professionnel de football américain dans la National Football League avec les Chargers de San Diego.

## Biographie
En 2006, il se marie avec Sheree Zampino avec laquelle il a une fille prénommée Jodie.